# Karel Pilař (houslař)
Karel Pilař, křtěný Karel František (30. října 1899 Stará Paka – 28. června 1985 Hradec Králové) byl český houslař a violoncellista, zakladatel hradecké větve houslařského rodu Pilařů.

## Život
Karel Pilař se narodil ve Staré Pace v rodině krejčovského mistra Josefa Pilaře a jeho ženy Františky rodem Bílkové, dcery truhláře z Karlova.
Později se v Kutné Hoře v letech 1913–1916 vyučil u Josefa Antonína Čermáka (1874–1946). Mezi jeho další učitele patřil od roku 1917 strýc Antonín Pilař (kde dva roky působil v jeho dílně v Berlíně) a od roku 1919 spolupracoval s Otakarem Špidlenem (1896–1958). V roce 1917 nastoupil jako tovaryš u bratří Šámalů v Praze. Stavbu houslí studoval i v zahraničí. Josefem Vedralem byl pozván do nizozemského Haagu.
Postavil celkem 210 nástrojů, byl i restaurátorem starých nástrojů.
V roce 1924 si v Hradci Králové zřídil vlastní dílnu.
Jeho syn Vladimír Pilař (1926–2008) byl též houslař, který se u svého otce vyučil.

## Ocenění
Za své dílo obdržel Karel Pilař titul Zasloužilý umělec a Řád práce.